# 克麗歐佩特拉珍珠耳墜
克麗歐佩特拉珍珠耳墜是古埃及艷后克麗歐佩特拉所擁有的一對價值足以供應埃及人民一世紀生活的珍珠耳墜。在一次別具意義的宴會上，埃及艷后以酒溶解了其中一件並一飲而盡以喚起宴客對生活節約的意識。剩下來的一件後來被凱撒大帝占有，惟其下落目前一無所知。